# مدمن انترتینمنت
مدمن اینترتینمنت (به انگلیسی: Madman Entertainment) یک شرکت استرالیایی که توزیع کننده فیلم‌های بین‌المللی و همچنین انیمه و مانگا در استرالیا و نیوزیلند است. مدمن انترتینمنت متخصص در توزیع محصولات دی‌وی‌دی و دیسک بلو-ری به صورت عمده به کانال‌های فروش، در سرتاسر استرالیا و نیوزیلند است. این شرکت توسط تیم اندرسون و پال ویگارد، بنیانگذاران آن اداره می‌شود. فانتاستیک LTD، یک شرکت سهامی استرالیایی و یکی از بزرگ‌ترین تولیدکنندگان محصولات کودکان، مالک این شرکت است.
مدمن انترتینمنت حق انتشار عنوان‌های محبوبی همچون توکیو غول، وان پیس، دراگون بال، نئون جنسیس اونگلیون، آکیرا و تقریباً تمام محصولات استودیو جیبلی را دارد.